# فرودگاه تک‌بانده آلبینا
فرودگاه تک‌بانده آلبینا (به انگلیسی: Albina Airstrip) یک فرودگاه همگانی با کد یاتا ABN است . این فرودگاه در کشور سورینام قرار دارد .